# Amblyothele longipes
Amblyothele longipes Russell-Smith, Jocqué & Alderweireldt, 2009 è un ragno appartenente alla famiglia Lycosidae.

## Etimologia
Il nome proprio della specie deriva dall'aggettivo latino longus, -a, -um, che significa lungo e dal sostantivo pes, pedis, cioè piede, zampa, a rimarcare la lunghezza delle zampe di questi esemplari.

## Caratteristiche
L'olotipo maschile rinvenuto ha lunghezza totale di 3,50mm; la lunghezza del cefalotorace è di 1,40mm; e la larghezza è di 0,94mm.

## Distribuzione
La specie è stata reperita nella Costa d'Avorio centrosettentrionale e nel Togo centrale: l'olotipo maschile è stato rinvenuto nella località ivoriense di Mbé, presso la città di Bouaké, capoluogo della Regione della Valle del Bandama.

## Tassonomia
Al 2016 non sono note sottospecie e dal 2009 non sono stati esaminati nuovi esemplari.